# Jiří Pavlenka
Jiří Pavlenka (n. 14 aprilie 1992) este un fotbalist profesionist ceh care joacă pe postul de portar pentru Werder Bremen.

## Cariera pe echipe

### Slavia Praga
Pavlenka a fost transferat de echipa Slavia Prague de la Baník Ostrava în ianuarie 2016 pentru 380.000 €. El a câștigat campionatul cu Slavia Praga în sezonul 2016-2017.

### Werder Bremen
În iunie 2017, Pavlenka a ajuns la echipa Werder Bremen, semnând un contract pe trei ani cu opțiune de prelungire pentru al patrulea an. Suma de transfer a fost estimată la 3 milioane de euro. A fost integralist în toate meciurile de campionat din primul sezon la Bremen, cu evoluții apreciate de presa germană. În optimile Cupei Germaniei din sezonul 2018-2019, Pavlenka a parat primele două penaltiuri executate de jucătorii Borussiei Dormund, contribuind semnificativ la calificarea echipei sale în optimi. A fost numit drept omul meciului.
În august 2018, după un sezon bun de debut în Bundesliga, Pavlenka și-a prelungit cu clubul.

## Cariera la națională
Pavlenka a jucat cinci meciuri pentru echipa națională sub 21 de ani pentru țara sa.
El a primit primul sa convocare la naționala Cehiei pentru un amical împotriva Slovaciei în martie 2015. El a debutat pentru naționala mare la 15 noiembrie 2016 într-un meci amical împotriva Danemarcei.